# 简易烟盒计划

一个没有logo，土褐色的烟草简单包装。这种包装将在澳大利亚取代目前的香烟包装。

烟草简单包装，又稱為全煙害警示包裝，乃規定香烟盒不得展示一切品牌信息（颜色、图片、logo和商标），只允许制造商在烟盒上用指定的大小、字体在指定的位置展示品牌。除此之外，还要印上健康警告和其他法律要求的信息，比如有害成份和完税标签。所有品牌的香烟都被要求使用外观相同(有時還包括颜色)的烟盒。

## 简单包装的历史
1989年，新西兰卫生部有毒物质委员会首先提出，香烟的包装应为白纸黑字，不应有色彩和标志。
而第一次正式提议是在1990年代的加拿大。一个国会委员会检视了证据，作出烟草简单包装可能是“减少香烟消费全面战略的合理一步”之结论。委员会建议，政府应资助对这种包装效果的研究，研究后决定是否立法。然而，由于烟草公司的游说和政府部长的人事变更，此提议遭放弃。
澳大利亚成为世界上首个實施烟草简单包装的国家，新法案将从2012年12月起在全国实施。

## 证据与反驳
由于到目前为止，还没有任何国家要求使用简单包装，其直接、具体的效果还不得而知。然而定量研究和烟草公司的内部文件通常显示，包装是烟草推销的重要部分。
把传统香烟包装和用小字体印上烟草的名字和数量间进行对比的研究显示，简单包装明显具有更小吸引力。此外，要求年轻成年人使用简单包装香烟，之后询问感受的研究证实，简单包装提升了吸烟者对包装和香烟的负面感受，也促进了人们隐藏或遮挡香烟、在他人旁边减少吸烟、不携带香烟，并增加吸煙人士戒煙的意欲。约有一半的参与者报告，简单包装让他们增加了上述行为或减少了香烟消费。
拍卖实验显示，简单包装可能会导致烟草产品价格下降。其他反对的观点包括，它可能会引起走私，损害商家利益，而且立法本身可能是不正當的。支持者驳斥了这些说法。

## 反对
《印度时报》在报道菲利普·莫里斯公司对澳大利亚计划的法律诉讼时，注意到，烟草简单包装法案被其他国家密切关注，烟草公司担心澳大利亚的立法计划可能会引起其他国家的效仿。
据报在2012年7月，美国游说组织全美议会交流理事会（American Legislative Exchange Council）在全球举行了反对烟草简单包装的活动。由于这种包装将损害烟草公司和其他公司利益，此组织向计划引入此种包装的国家政府游说，包括英国和澳大利亚政府。

## 世界各地的烟草简单包装

### 澳大利亚
根据立法，烟草公司将从2012年12月1日开始使用无标志，土褐色包装。政府研究发现，橄榄绿是对尤其是对年轻人吸引力最小的颜色。但由于澳大利亚橄榄协会的反对，改成了土褐色。通过简单包装和增税，澳大利亚政府想把吸烟率从2007年的16.6%在2018年降到10%以下。
2011年5月24日，澳大利亚癌症理事会（Cancer Council Australia）发布了一份报告，检视烟草简单包装的引入可减少年轻人吸烟的证据。这项调查由Quit Victoria和澳大利亚癌症理事会进行。这项报告包括过去20年进行的24项同行评审过的研究，认为包装在鼓励年轻人吸烟的问题上扮演重要角色。

#### 烟草公司回应
2010年8月，菲利普·莫里斯国际公司、英美烟草和帝国烟草组建了澳大利亚零售商协会联盟。这个组织致力于制造伪草根舆论（Astroturfing），表面上代表小企业主。当此组织的资金来源暴露后，澳大利亚连锁超市Coles和Woolworths超級市場迅速撤销了资金支持。烟草公司随后雇佣了一家公共关系公司管理此组织。
英美烟草开始举行媒体宣传活动，声称烟草简单包装会使不正当贸易和犯罪集团收益。澳洲英美烟草公司（BATA）首席执行官David Crow威胁，未来烟草行业的竞争将降低烟草价格，可能导致年轻人吸烟率提高。虽然Crow先生是烟草公司首席执行官，随后说他会禁止自己的孩子吸烟，因为香烟有害健康。
澳洲英美烟草公司宣传运动的主要以德勤的一份报告为依据。报告中关于边境保护的断言后来遭到海关官员驳斥。报告本身指出，报告广泛依据烟草行业本身提供的、未被证实的数据。
2011年6月，帝国烟草澳大利亚部分启动了第二波媒体宣传活动，嘲笑烟草简单包装立法是在建立保姆式国家。
2011年6月菲利普·莫里斯国际公司宣布，将根据澳大利亚-香港双边贸易协定中的条款使用投资者与国家诉讼制度，要求澳大利亚为反烟草的烟草简单包装制度作出赔偿。卫生部长Nicola Roxon回应称，自己相信政府“十分认为”合法，政府愿意为自己的措施辩护。
2011年11月，英美烟草公司宣布，法案得到御准时，就将上诉到最高法院挑战这项法案。此法案在2011年11月21日通过不久后，菲利普·莫里斯宣布它根据澳大利亚-香港双边贸易协定中的条款发布了一个仲裁通知，寻求暂停烟草简单包装法案，并赔偿商标损失。Allens Arthur Robinson代表菲利普·莫里斯公司。2012年8月，最高法院裁决支持澳大利亚政府。

#### 其他回应
世界卫生组织称赞了澳大利亚的烟草简单包装立法，说“这项对每年导致近600万人死亡产品的立法给全世界树立了新标准”。
澳大利亚癌症理事会欢迎这项立法，说“从烟草公司获得的文件表明，烟草公司是多么依靠包装设计吸引新吸烟者....你只需看看烟草公司多么迫切地希望阻止这项法案，就能知道包装设计对销售是多么重要。”世卫组织西太平洋区域主任也祝贺了澳大利亚，说西太平洋的所有国家和地区都该效仿澳大利亚的好榜样。
澳大利亞國立大學的国际法教授Don Rothwell对澳洲广播电台说，他注意到菲利普·莫里斯正在诉诸多项法律途径。澳大利亚-香港双边贸易协定规定，90天的冷却期后此案很可能会被送到华盛顿的解决投资争端国际中心。他说，菲利普·莫里斯的目标很可能是让澳大利亚政府让步，或者要求赔偿。他说关键的问题是，加拿大政府是否会通过这项立法获得财产，以及这项立法是否是正当的公共卫生措施。
Rothwell教授注意到了“...这类卫生措施日益获得承认的合法性”。他估计，上诉到最高法院之前这类法律案件，需要一年裁决。然而，美国的法官Richard J. Leon认为，图片化的健康信息标签“明显展示了政府对于吸烟的意见”，他认为，这些信息“不能立法要求在私人公司产品上出现” 。他裁定，这些警告会不公平地损害烟草公司的销售，这些警告是会让人们产生戒烟或不开始吸烟情绪反应的诡计。
美联社注意到，菲利普·莫里斯在澳大利亚立法的“一小时内”就采取了法律行动进行抗议。美联社也注意到，乌拉圭80%的烟盒都突出了警告信息，巴西的烟盒印着死胎、大出血的大脑和腐烂脚的“绘制图像”。
《每日邮报》的Gavin Allen报道，菲利普·莫里斯的诉讼可能会花费澳大利亚政府“无数钱”。他也注意到，澳大利亚法律正被欧洲、加拿大和新西兰的政府密切关注。2005年，世卫组织曾督促各国考虑烟草简单包装，不丹在2011年初禁止了烟草交易。
新西兰副卫生部长Tariana Turia称赞了澳大利亚卫生部长，两国关于烟草标志的规定长期一致，这次新西兰也应该跟上。

#### 立法
2011年4月，卫生部长发布了一项对烟草简单包装法的征求意见稿，期待在2012年7月1日施行。澳大利亚报纸道道，这项立法有可能通过，尽管反对党表示担忧。有人暗示，反对党的反对是由于他们持续接受烟草公司的政治献金。
2011年3月31日，澳大利亚自由党领导人托尼·阿博特宣布本党将会支持这项立法，将与政府合作，确保立法有效。
Roxon部长在2011年7月6日向议会介绍简单包装法案，下议院在2011年8月24日通过。法案于2011年11月10日在上议院通过，修改开始日期到2012年12月1日。由于开始日期的变更，法案回到了下议院。法案最终在2011年11月21日通过。最后提交御准。

### 加拿大
2012年8月起，加拿大据信在考虑简单包装法案。

### 欧盟
欧盟委员会在2010年关于2001/37/EC号建议征求了民意，此项建议包括健康警告，有害物质的限制等。民意征求包括一项要求烟草简单包装的提议。委员会正在讨论回应，预计将在2012年晚期作出建议。然而，委员Dalli已经否决把烟草简单包装作为一个选项。

### 挪威
2012年8月起，挪威据信在考虑简单包装法案。

### 法国
2010年12月，法国议会的人民运动联盟将成员提出的烟草简单包装的法案提交讨论。虽然有来自健康组织的不断支持，这项法案没有通过。和其他国家一样，烟草公司和销售商联盟对此强烈反对。卫生部长看上去对此冷淡，想看到新引入的健康警告的效果。
然而，新上台的社会党政府健康部长说，她将争取欧洲层面的“中性包装”。据说，面临的主要问题是造假机会上升。

### 印度
2012年8月起，印度据信在考虑简单包装法案。

### 新西兰
新西兰政府正在考虑考虑烟草简单包装法案，但这可能会成为正与美国谈判的自由贸易协定的障碍。2012年4月， 内阁基本同意烟草简单包装。对此，烟草公司表示极力反对。

### 土耳其
2011年9月彭博新聞社报道，土耳其政府也在考虑作出烟草简单包装规定。伊斯坦布尔报纸Milliyet报道，所有的品牌信息都将消失，香烟将会包装在“编号的黑盒子”里，禁止除健康警告的一切图片。

### 英国
2011年3月，联合政府宣布将对烟草简单包装征询意见，定于在2012年春天举行。
英国的烟草简单包装建议从健康组织联盟举行的“简单包装保护”活动开始，英国癌症研究组织的“答案是简单包装”活动也在政府宣布进行民意调查后开始。吸烟者权益组织FOREST举行了反对活动，题为“别管我们的烟盒”。